# Ilir Meta
Ilir Rexhep Meta (ur. 24 marca 1969 w Çorovodë) – albański polityk, założyciel Socjalistycznego Ruchu Integracji (LSI), deputowany, wicepremier oraz minister w różnych gabinetach, premier Albanii (1999–2002), w latach 2013–2017 przewodniczący Zgromadzenia Albanii, od 2017 do 2022 prezydent Albanii.

## Życiorys
W 1992 ukończył ekonomię polityczną na Uniwersytecie Tirańskim, odbywał też studia podyplomowe na tej uczelni. Na początku lat 90. należał do współzałożycieli organizacji FRESSH, która stała się młodzieżówką Socjalistycznej Partii Albanii. Pełnił w tej organizacji funkcje wiceprzewodniczącego (1992–1995) oraz przewodniczącego (1995–2001). W 1992 z ramienia postkomunistów po raz pierwszy uzyskał mandat deputowanego do albańskiego parlamentu. od tego czasu z powodzeniem ubiegał się o poselską reelekcję w każdych kolejnych wyborach do 2013 włącznie.
W ramach Socjalistycznej Partii Albanii pełnił funkcję członka prezydium (1993–2003), wiceprzewodniczącego (1993–1996), przewodniczącego stołecznych struktur (1997–1998) oraz sekretarza do spraw kontaktów międzynarodowych (1994–1996). W marcu 1998 został sekretarzem stanu do spraw integracji europejskiej w resorcie spraw zagranicznych. W październiku tegoż roku nowy premier Pandeli Majko powierzył mu funkcje wicepremiera oraz ministra do spraw koordynacji polityki rządu. W październiku 1999 urzędujący premier przegrał z Fatosem Nano wybory na przewodniczącego partii, po czym ustąpił ze stanowiska. Lider postkomunistów na nowego premiera rekomendował Ilira Metę, który urząd ten objął 29 października 1999. Socjaliści zwyciężyli w następnych wyborach z 2001, 12 września tegoż roku Ilir Meta utworzył swój drugi gabinet. Podał się do dymisji już pod koniec stycznia 2002 – głównie za sprawą wewnątrzpartyjnych rozgrywek inicjowanych przez Fatosa Nano; zakończył urzędowanie 22 lutego.
Gdy w lipcu 2002 na czele kolejnego rządu stanął Fatos Nano, w ramach likwidacji sporów partyjnych mianował Ilira Metę na funkcje wicepremiera oraz ministra spraw zagranicznych. Polityk zrezygnował z nich po kolejnym konflikcie w lipcu 2003. W latach 2003–2004 zasiadał w międzynarodowej komisji do spraw Bałkanów, którą kierował Giuliano Amato. We wrześniu 2004 powołał nowe ugrupowanie pod nazwą Socjalistyczny Ruch Integracji, którym kierował do 2017. Partia w wyborach w 2005 i 2009 uzyskiwała po kilka mandatów. Po drugich z tych wyborów Ilir Meta wprowadził LSI do koalicji z centroprawicową Demokratyczną Partią Albanii. W drugim gabinecie Salego Berishy był wicepremierem (od września 2009 do stycznia 2011), ministrem spraw zagranicznych (od września 2009 do września 2010) oraz ministrem gospodarki (od września 2010 do stycznia 2011). Ustąpił z funkcji rządowych w atmosferze skandalu po tym, jak jego poprzednik w resorcie gospodarki, polityk LSI Dritan Prifti, opublikował nagranie z 2010 przedstawiające, jak Ilir Meta miał naciskać w sprawach kontraktów i koncesji. Zrezygnował następnie z immunitetu poselskiego, a w 2012 został uniewinniony w postępowaniu sądowym z braku dowodów przestępstwa.
W kwietniu 2013 Ilir Meta zerwał koalicję z demokratami, podpisał też porozumienie wyborcze ze swoim byłym ugrupowaniem – socjalistami kierowanymi przez Ediego Ramę. Razem z innymi ugrupowaniami współtworzono wielopartyjną koalicję wyborczą, która zwyciężyła w wyborach parlamentarnych. 10 września 2013 lider LSI został wybrany na przewodniczącego Zgromadzenia Albanii. W marcu 2015 socjalistyczny poseł Tom Doshi publicznie oskarżył Ilira Metę o opłacenie zabójcy, który miał zamordować jego oraz innego deputowanego reprezentującego demokratów. Na poparcie rzekomych zarzutów ujawnił nagranie, na którym do przyjęcia zlecenia miał się przyznać domniemany zleceniobiorca. Sprawa od początku budziła wątpliwości co do wiarygodności oskarżeń, którym zainteresowany zaprzeczał i które nie zostały potwierdzone (sam zatrzymany mężczyzna miał podczas przesłuchania podać, że to Tom Doshi zapłacił mu za nagranie takiego wyznania).
Ilir Meta pozostał przewodniczącym parlamentu. W 2017 został wysunięty jako kandydat rządzącej koalicji na prezydenta. Demokraci zapowiedzieli bojkot tych wyborów, w związku z czym w pierwszych trzech turach (z 19, 20 i 27 kwietnia) nie przeprowadzono głosowania nad żadnym kandydatem (wymagana była wówczas większość 84 głosów w parlamencie). Został wybrany na prezydenta w czwartej rundzie z 28 kwietnia, otrzymując 87 głosów deputowanych. Zrezygnował następnie z funkcji parlamentarnych i partyjnych. Urząd prezydenta objął 24 lipca 2017.
Wiosną 2021 socjaliści zainicjowali procedurę impeachmentu, zarzucając prezydentowi naruszenie konstytucji poprzez brak neutralności w czasie kampanii przed wyborami parlamentarnymi z kwietnia tegoż roku. 9 czerwca Zgromadzenie Albanii (ustępującej kadencji) większością 104 głosów uchwaliło usunięcie z urzędu Ilira Mety, który procedurę tę uznał za bezprawną. Sprawę przekazano do Sądu Konstytucyjnego, posiadającego uprawnienie do ostatecznego zatwierdzenia tej decyzji. W lutym 2022 sąd ten uchylił decyzję parlamentu.
Ilir Meta urzędował do końca kadencji, która upłynęła 24 lipca 2022. Następnego dnia powrócił na funkcję przewodniczącego swojej formacji, która wówczas przemianowała się na Partię Wolności.

## Życie prywatne
Żonaty z polityk Moniką Kryemadhi, która przejęła w 2017 kierownictwo LSI. Ma syna Besara oraz córki Borę i Erę. Posługuje się językiem angielskim i włoskim.

## Odznaczenia
- Wielki Order Króla Tomisława (Chorwacja, 2020)[10]